# Pangeia

Mapa de Pangeia

Animação mostrando separação da Pangeia

Designa-se por Pangeia ou Pangea o continente que, descrito pela deriva continental, existiu entre 200 a 540 milhões de anos, durante a era Paleozoica, segundo estudos.

## Etimologia
A palavra origina-se do fato de todos os continentes estarem juntos (pan do grego = todo, inteiro) e exprime a noção de totalidade, universalidade, formando um único bloco de terra (Gea) ou  Geia, Gaia ou Ge como a Titã grega que personificava a terra com todos os seus elementos.

## Megacontinentes
Passaram-se milhões de anos até que a Pangea se fragmentou, dando origem a dois megacontinentes: Gondwana e Laurásia. Esta separação ocorreu lentamente e ocorreu deslocando sobre um subsolo oceânico de basalto.

### Gondwana
A parte correspondente à América do Sul, África, Madagáscar, Antártida, Austrália e Índia, denominava-se Gondwana (região da Índia).

### Laurásia
O resto do continente, onde estava a América do Norte, Europa, Ásia e o Ártico se denomina Laurásia. A Pangeia era cercada por um único oceano, Pantalassa.

## Existência
A existência de Pangea foi sugerida pela primeira vez no início do século XX pelo meteorologista alemão Alfred Wegener, o que criou uma gigante polêmica entre a classe científica da época. Wegener teve como ponto de partida para a sua teoria os contornos semelhantes das costas da América e de África, os quais formariam um encaixe quase perfeito. No entanto, não foi esta observação que foi usada como prova na sua fundamentação científica, mas a comparação dos fósseis encontrados nas regiões brasileira e africana, e a constatação de que os animais que lá tinham vivido eram os mesmos. Como estes não seriam capazes de atravessar um oceano, Wegener concluiu que tinham vivido no mesmo ambiente em tempos remotos.
Esta teoria não foi inicialmente aceita, sendo até ridicularizada pela classe científica. Foi confirmada somente em 1940, 10 anos após a morte de Alfred Wegener.